# El Atleta cósmico
El Atleta cósmico es una obra del pintor español Salvador Dalí. Realizado en 1968, se trata de un cuadro de grandes dimensiones (300 x 200 cm), hecho mediante la técnica de óleo sobre lienzo y que se encuentra instalado en el despacho del Rey de España en el Palacio de la Zarzuela (Madrid, España).

## Historia
El cuadro fue un encargo del Gobierno de España, a través de la Delegación Nacional de Educación Física y Deportes, para que representara a España en la Olimpiada Cultural organizada con motivo de los Juegos Olímpicos de México de 1968. Una vez acabada esta, Dalí reclamó el pago por la obra pero el entonces presidente del Comité Olímpico Español (COE), Juan Antonio Samaranch, se negó por falta de fondos. Ante esta situación, el vicepresidente del COE, Anselmo López Martín, compró la pintura a título privado. Al poco tiempo, en 1971, el nuevo propietario cede la obra, en depósito, al príncipe Juan Carlos, que la instala a principios de la década de 1980 en su despacho del Palacio de la Zarzuela.
Tras la muerte de su propietario en 2004, los herederos llegaron a un acuerdo con el monarca, en los mismos términos que hasta entonces. Cuatro años después, en 2008, Patrimonio Nacional adquiere la obra por 2,88 millones de euros.

## Descripción
En esta pintura, un óleo sobre lienzo con tonos cálidos y oscuros, se puede ver al Discóbolo de Mirón, con unas enormes dimensiones, capaz de agarrar el Sol con la mano y albergar en su propio cuerpo unos pasillos, como si dentro de sí hubiera un edificio. El fondo del cuadro está compuesto por elementos arquitectónicos y multitud de figuras humanas, que ascienden por la espalda del Discóbolo como si de una escalera se tratase.